# Ішек
Іше́к (рос. Ишек) — річка в Кізнерському районі Удмуртії, Росія, права притока Ум'яка.
Довжина річки становить 22 км. Бере початок на північній околиці колишнього села Калугино, впадає до Ум'яка нижче села Макан-Пельга. Висота витоку 176 м, висота гирла 77 м, похил річки 4,5 м/км. Лівий берег більш стрімкий, аніж правий.
На річці розташовані села Аравазь-Пельга та Старий Кармиж. В останньому селі збудовано автомобільний міст.
За даними Федерального агентства водних ресурсів річка має такі дані:
- Код річки в державному водному реєстрі — 10010300612111100040561
- Код по гідрологічній вивченості — 111104056
- Код басейну — 10.01.03.006